# 伊利斯托湖
56°46′26″N 29°38′29″E / 56.77389°N 29.64139°E
伊利斯托湖（俄语：Ильсто），是俄羅斯的湖泊，位於該國西北部，由普斯科夫州負責管轄，處於別扎尼齊區，面積1.1平方公里，平均水深2.6米，最大水深5米。